# Spanțov
Spanțov – wieś w Rumunii, w okręgu Călărași, w gminie Spanțov. W 2011 roku liczyła 993 mieszkańców.